# 2023 FW13
2023 FW13 es un asteroide descubierto en marzo de 2023 que parece ser un cuasisatélite de la Tierra.
Se estima que ha orbitado la tierra desde 100 a. C.. y lo seguirá haciendo hasta el año 3700 d. C.
2023 FW13 podría ser, en el momento de su descubrimiento, el asteroide conocido con más tiempo de permanencia en esta configuración, superando a (469219) Kamoʻoalewa, que hasta entonces ostentaba el récord.

## Descubrimiento
2023 FW 13 fue descubierto por Pan-STARRS el 28 de marzo de 2023. Tras el anuncio de este descubrimiento, el 1 de abril, Adrien Coffinet identificó el 3 de abril que el asteroide es un cuasisatélite de la Tierra. Luego lo anunció en la lista de correo de Minor Planet, así como la posibilidad de encontrar avistamientos en años anteriores. Al día siguiente, 4 de abril, Sam Deen anunció que había encontrado observaciones que datan de 2016, lo que permitió a Tony Dunn confirmar que 2023 FW 13 ha sido un cuasisatélite durante siglos y lo será en los siglos venideros. El 5 de abril, se informaron avistamientos que datan de 2012.

## Características
Se considera que tiene unos 15 metros de diámetro y que este asteroide es el cuasisatélite más estable de la Tierra jamás encontrado, ya que ha estado en su órbita durante miles de años. Los astrónomos han avistado el asteroide desde 2012 y calcularon las órbitas pasadas y futuras del astro. Se cree que 2023 FW13 no supone una amenaza para la Tierra.
Su órbita tiene una resonancia de uno a uno con la Tierra y es muy excéntrica, llegando a la mitad de Marte y a la mitad de Venus.